# Adolf Härtl
Adolf Härtl (* 31. März 1926 in Prag; † 20. Januar 1976 in München) war ein deutscher Politiker (SPD).

## Leben und Beruf
Härtl, der seine Jugend in Neudek bei Karlsbad verbrachte, war nach dem Schulbesuch bei der Reichsbahn tätig, bis er 1943 zum Kriegsdienst eingezogen wurde. Er kam nach dem Zweiten Weltkrieg und der Entlassung aus amerikanischer Kriegsgefangenschaft 1946 nach Bayerisch-Schwaben. Dort ließ er sich nach zwei Jahren als kaufmännischer Angestellter 1948 in Donauwörth als selbständiger Kaufmann nieder.
Am 9. Juni 1969 wurde ihm der Bayerische Verdienstorden verliehen. Am 20. Januar 1976 verstarb Härtl bei einem Verkehrsunfall in München, als er einem Linienbus die Vorfahrt nahm.

## Politik
1946 trat Härtl der SPD bei, deren Kreisvorsitzender in Donauwörth er in den 1950er Jahren war. Zudem gehörte er 1953/54 auch dem südbayerischen Bezirksvorstand und dem Landesausschuss der Partei an. Jaromír Balcar bescheinigt ihm in seiner Studie „Politik auf dem Land“, so sehr wie kaum ein Anderer die nordschwäbische SPD in der Nachkriegszeit geprägt zu haben.
Seit 1952 war Härtl Kreistagsabgeordneter des Landkreises Donauwörth und dort auch SPD-Fraktionsvorsitzender. Zeitweise war er auch Mitglied des Bezirkstages von Schwaben. Von 1958 bis zur Mandatsniederlegung am 24. Oktober 1972 gehörte er dem Bayerischen Landtag an. Dieser wählte ihn 1964 und 1969 zum Mitglied der Bundesversammlung. Im Landtag gehörte er neben anderen Ausschüssen vor allem dem Haushalts- und Finanzausschuss an. Im Dezember 1966 wurde er Geschäftsführer der SPD-Landtagsfraktion.
In den 1970er Jahren war Härtl bis zu seinem Tode Bürgermeister der Stadt Harburg.